# Interpretacje
Interpretacje è un film del 1965 diretto da Jaroslaw Brzozowski e basato sulla vita del pittore polacco Jerzy Nowosielski.

## Riconoscimenti
- 1965 - Cracow Film Festival
  - Premio Don Quixote - Menzione Speciale (Jaroslaw Brzozowski)